# Reteporella incognita
Reteporella incognita is een mosdiertjessoort uit de familie van de Phidoloporidae. De wetenschappelijke naam van de soort is voor het eerst geldig gepubliceerd in 1996 door Hayward & Ryland.